# Comitia Calata
Los Comitia Calata fueron los más antiguos y menos conocidos de los comitia de la Antigua Roma. Eran equivalentes a asambleas populares sin voto al tiempo que cumplían funciones jurídicas, y estuvieron activos durante el periodo de la Monarquía romana. Sus miembros eran convocados para recibir información importante y/o para, con su asentimiento, ser testigos (a modo de notarios) de lo que se había decidido. Eran presididos por el Pontifex Maximus y tenían lugar en la Colina Capitolina. Los Comitia Calata estaban integrados únicamente por los patricios organizados en sus curias. Conocían de los avisos del pontífice, inauguraban el flamen y el Rex sacrorum, se les daba información sobre el calendario para el próximo periodo y cumplían la función de testigos de los testamentos, probablemente para evitar, después de la muerte del testador, toda controversia relativa a su voluntad. No se votaba sobre la validez o nulidad del testamento, sino que la función era testifical.
Con las reformas de Servio Tulio (siglo VI a. C.) la importancia de los Comitia Calata terminó por desaparecer poco a poco, vaciados de contenido en beneficio de los Comitia Curiata, de los que devinieron una formación especial, sin competencias jurídicas, legislativas o electivas. Se reunían dos veces al año: el 24 de marzo y el 24 de mayo, en presencia del colegio de pontífices. En el calendario romano estos dos días fasti se señalaban por la mención Q. R. C. F. (Quando Rex Comitiavit Fas, por alusión a la presidencia de los comitia por el Rex Sacrorum).